# 森田洋介
森田 洋介（もりた ようすけ、1989年〈昭和64年〉1月5日 - ）は、日本の元ラグビーユニオン選手。

## プロフィール
- 奈良県出身[1]。
- ポジションはスタンドオフ(SO)、センター(CTB)。
- 身長 177cm、体重 87kg
- ニックネームはもりよう、もーちゃん。
- ジュニア・ジャパンに選ばれたことがある[2]。
- U20日本代表スコッドに選ばれたことがある[3]。

## 略歴
2007年、同志社高校卒業後、同志社大学に入学する。
2010年、同志社大学ラグビー部の副将に就任した。
2011年、同志社大学卒業後、NECグリーンロケッツに加入。
2012年10月5日に行われたジャパンラグビートップリーグ第5節のパナソニック ワイルドナイツ戦に途中出場で公式戦初出場を果たした。
2018年、NECグリーンロケッツの主将に就任した。
2019年、現役を引退してリード・イノベーションに入社。